# Кастро Эспин, Алехандро
Алехандро Кастро Эспин (англ. Alejandro Castro Espín; род. 29 июля 1965 года, Гавана) — кубинский политический и военный деятель. Единственный сын Председателя Государственного совета Кубы Рауля Кастро и его жены Вильмы Эспин, племянник Фиделя Кастро. Полковник МВД Кубы, руководитель Совета национальной обороны и безопасности.

## Биография
Алехандро Кастро Эспин родился 29 июля 1965 года. Входил в состав кубинского военного контингента во время Гражданской войны в Анголе; в боевых действиях участие не принимал, но потерял глаз в результате несчастного случая в Луанде. Впоследствии из-за этой травмы он получил в среде кубинских диссидентов прозвище «Одноглазый» (исп. El Tuerto).
После того, как в 2008 году его отец, Рауль Кастро был избран Председателем Государственного совета, Алехандро стал его личным помощником. На этом посту он часто принимал участие в различных политических мероприятиях и официальных визитах, что повлекло за собой слухи о том, что Рауль Кастро хочет сделать его своим преемником.
Является инженером по образованию, имеет докторскую степень по международных отношениям. Занимается научной работой в области обороны и национальной безопасности. Регулярно пишет статьи в кубинской прессе. В 2009 году представил свою первую книгу «Империя террора» (исп. El Imperio del Terror), опубликованную в издательстве МВД Кубы, в которой выступил с критикой США.

## Семья
Алехандро — единственный сын Рауля Кастро и Вильмы Эспин. Кроме него, в семье есть также три дочери — Дебора, Мариэла и Нилса.

## Внешние ссылки
- Статьи, написанные Алехандро Кастро Архивная копия от 29 августа 2010 на Wayback Machine